# Wladimir Nikolajewitsch Lebedew
Wladimir Nikolajewitsch Lebedew (russisch Владимир Николаевич Лебедев; * 23. April 1984 in Taschkent, Usbekische SSR) ist ein russischer Freestyle-Skier. Er ist auf die Disziplin Aerials (Springen) spezialisiert.

## Biografie
Bei der Weltmeisterschaft 1999 in Hasliberg trat Lebedew erstmals international in Erscheinung. Sein Debüt im Freestyle-Weltcup hatte er am 12. Januar 2002 in Mont-Tremblant, wo er 22. wurde und sogleich die ersten Weltcuppunkte gewann. Er konnte sich auch für die Olympischen Winterspiele 2002 qualifizieren, wo er mit Platz 14 sein bis dahin bestes Ergebnis erzielte. Als Vierter des Weltcupspringens in Lake Placid drang er am 17. Januar 2003 erstmals in die Weltspitze vor. Im Winter 2003/04 blieb ein 7. Platz sein bestes Ergebnis.
Nach verhaltenem Saisonstart gelang Lebedew am 11. März 2005 die erste Weltcup-Podestplatzierung, als er in Madonna di Campiglio auf den 3. Platz sprang. Zum Saisonabschluss gewann er seinen ersten russischen Meistertitel. Seine Ergebnisse im Verlaufe der Weltcupsaison 2005/06 ließen nicht auf einen Erfolg bei den Olympischen Winterspielen 2006 schließen. Beim olympischen Springen in Sauze d’Oulx überraschte er jedoch mit dem Gewinn der Bronzemedaille, hinter dem Chinesen Han Xiaopeng und dem Weißrussen Dsmitryj Daschtschynski.
Ein 5. Platz war in der Weltcupsaison 2006/07 Lebedews bestes Ergebnis. Als Vierter bei der Weltmeisterschaft 2007 in Madonna di Campiglio verpasste er knapp eine Medaille. Das bisher beste Weltcupergebnis gelang ihm am 1. Februar 2008 mit Platz 2 in Deer Valley. Nach einer durchzogenen Saison 2008/09 gewann er zum zweiten Mal die russische Meisterschaft. Verletzungsbedingt musste Lebedew die gesamte Saison 2009/10 pausieren, 2011 kam er nicht über einen 16. Platz hinaus.

## Erfolge

### Olympische Spiele
- Salt Lake City 2002: 14. Aerials
- Turin 2006: 3. Aerials

### Weltmeisterschaften
- Hasliberg 1999: 23. Aerials
- Whistler 2001: 26. Aerials
- Deer Valley 2003: 27. Aerials
- Ruka 2005: 13. Aerials
- Madonna di Campiglio 2007: 4. Aerials
- Inawashiro 2009: 21. Aerials

### Weltcup
- Saison 2007/08: 7. Aerials-Weltcup
- 9 Platzierungen unter den besten zehn, davon 2 Podestplätze

### Weitere Erfolge
- 2 russische Meistertitel (2005, 2009)